# Carabodes penicillatus
Carabodes penicillatus är en kvalsterart som beskrevs av Berlese 1916. Carabodes penicillatus ingår i släktet Carabodes och familjen Carabodidae. Inga underarter finns listade.